# Calanthe discolor
Calanthe discolor är en orkidéart som beskrevs av John Lindley. Calanthe discolor ingår i släktet Calanthe och familjen orkidéer. Inga underarter finns listade i Catalogue of Life.

## Bildgalleri

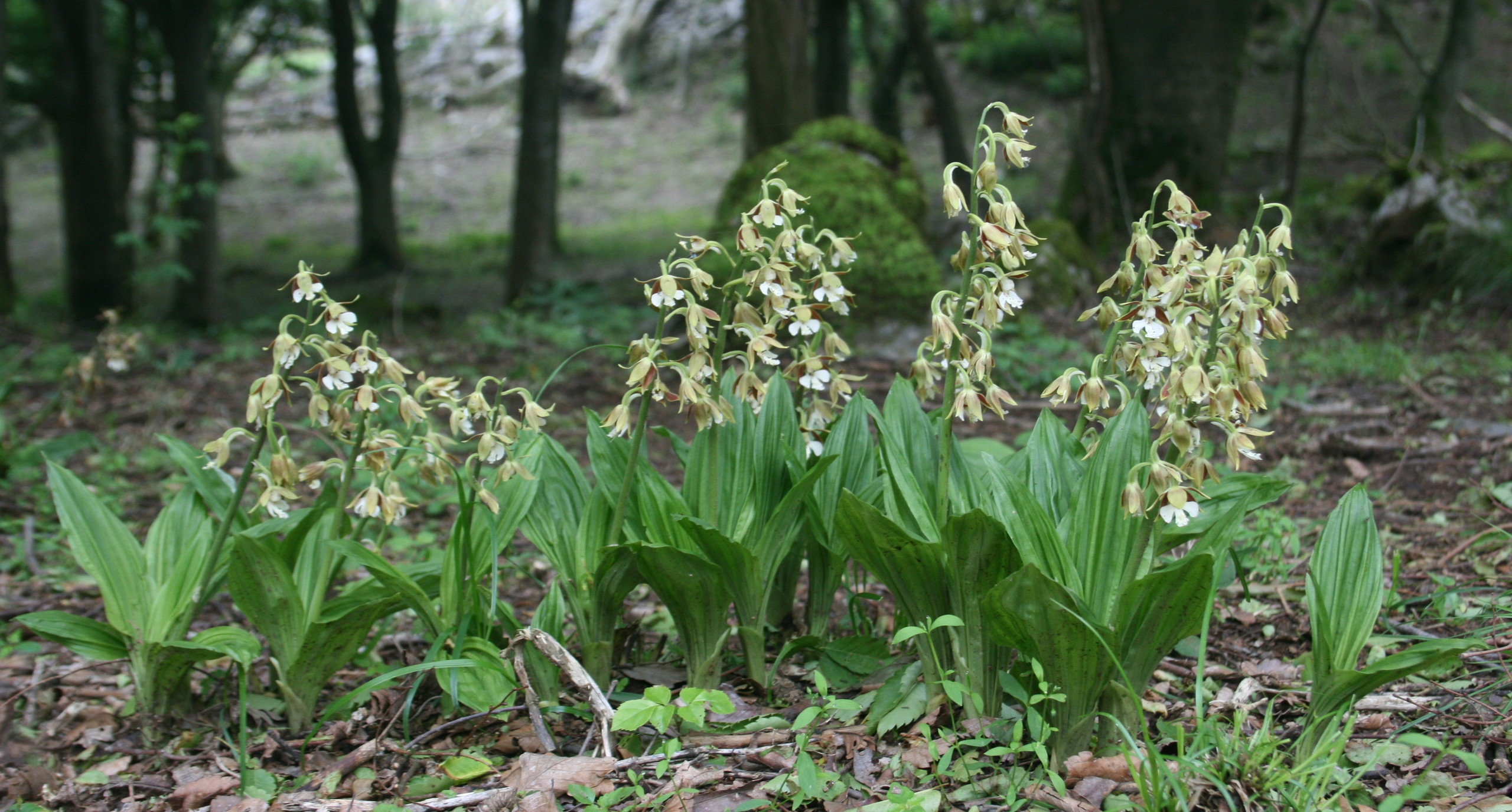
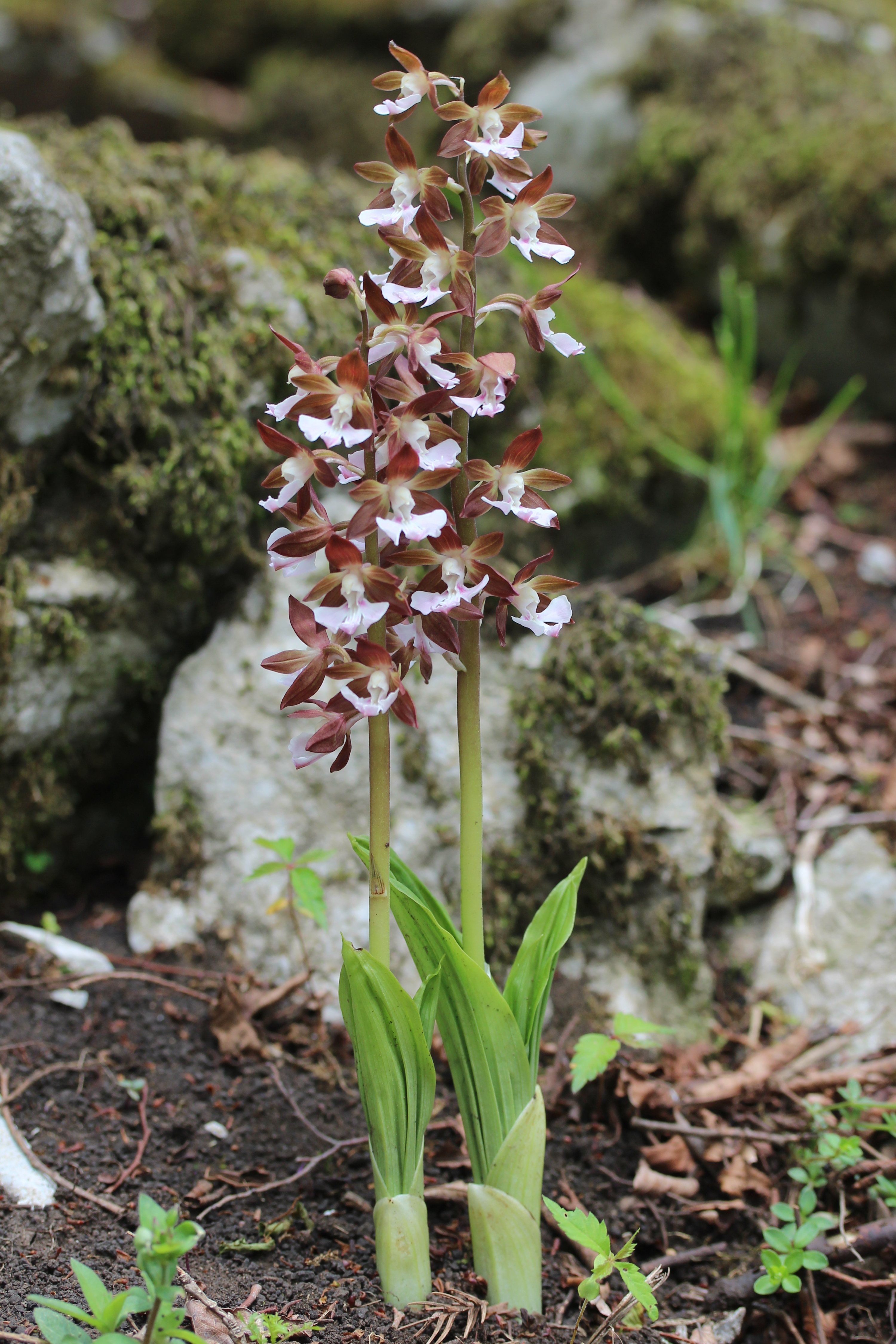
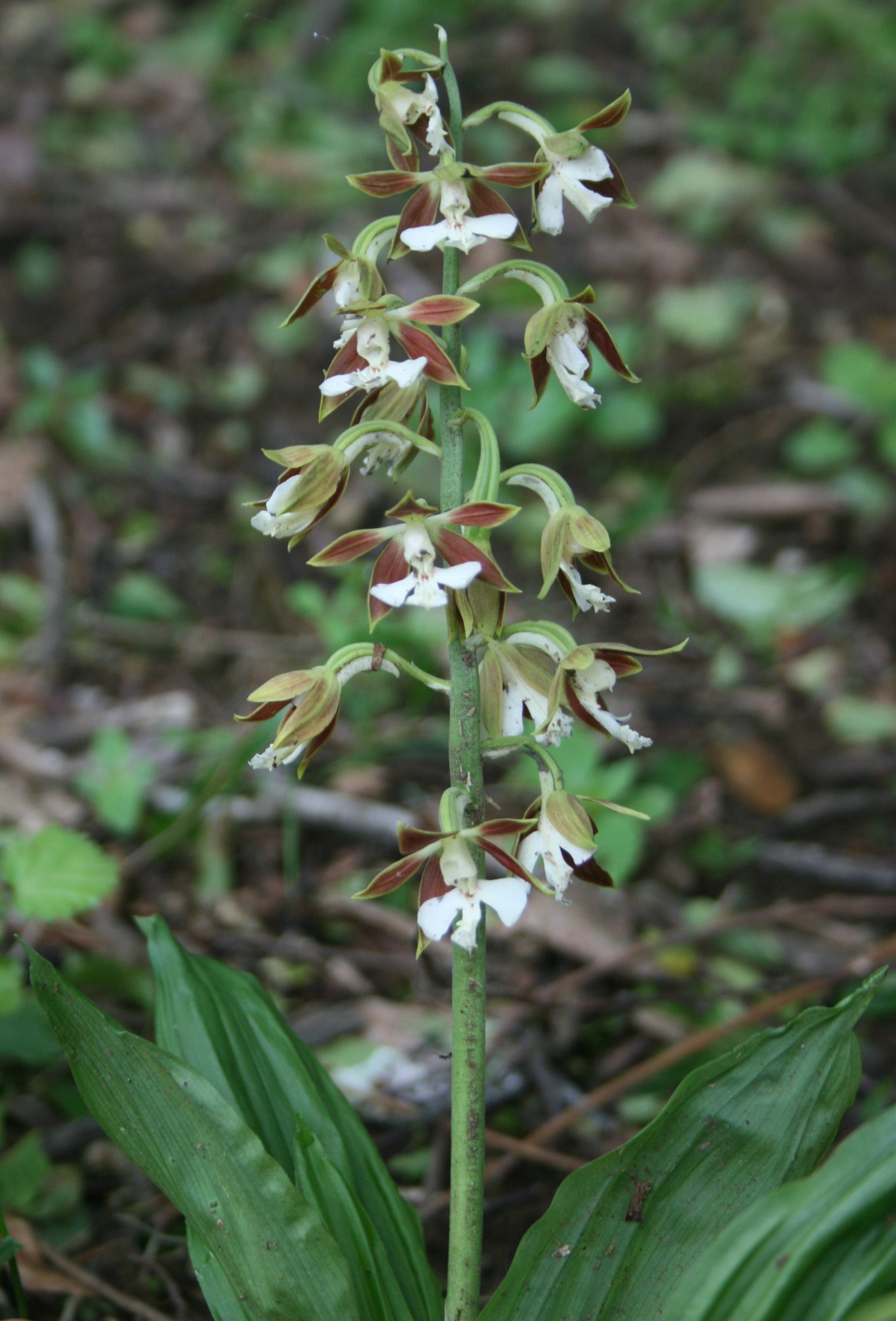
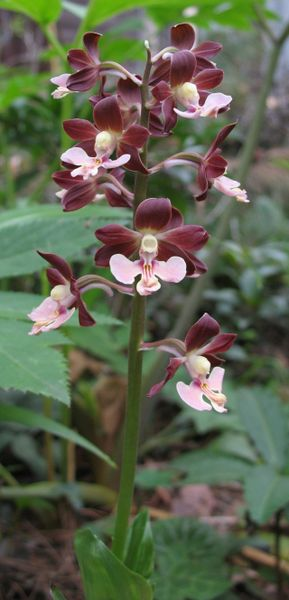
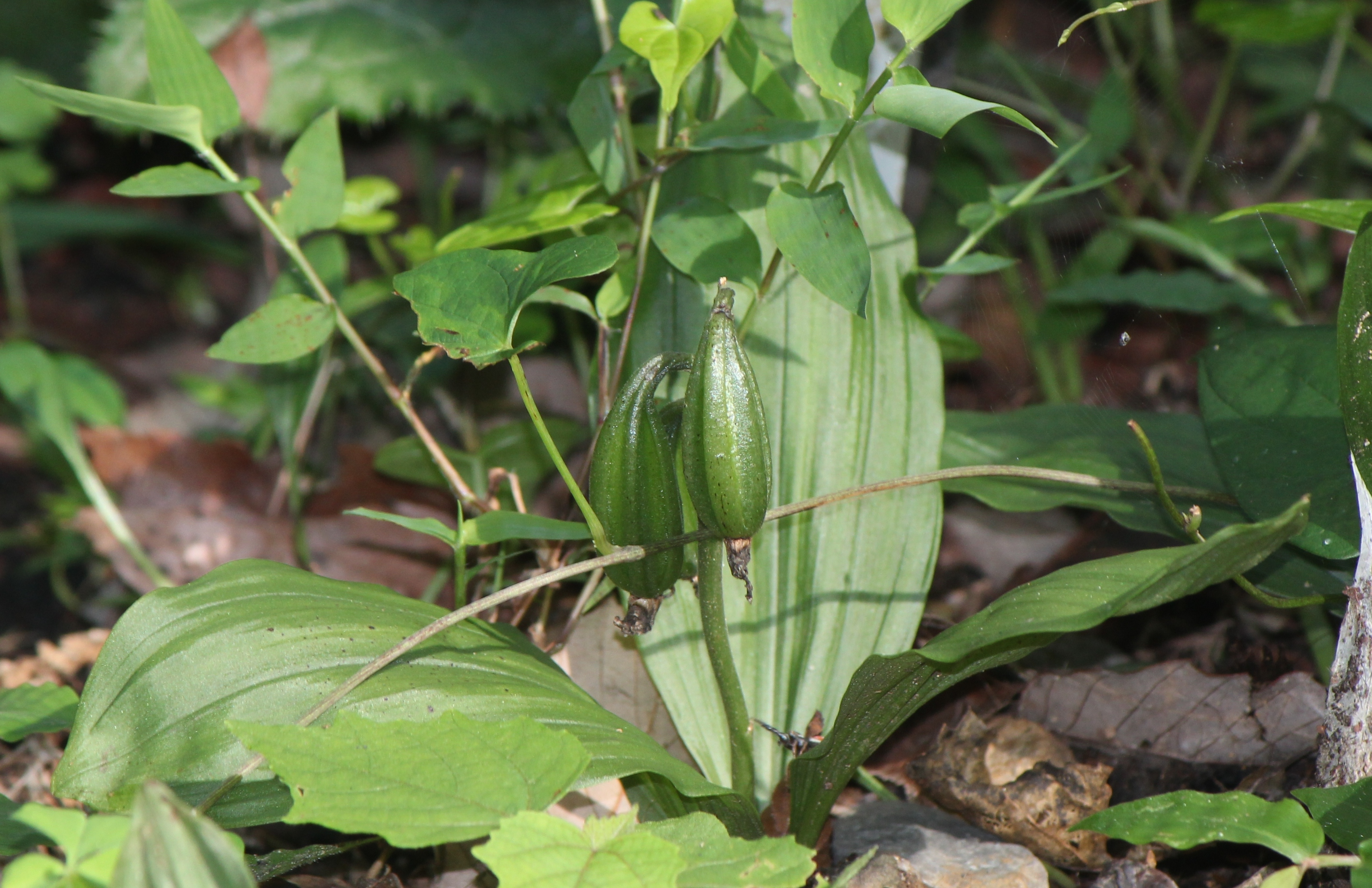
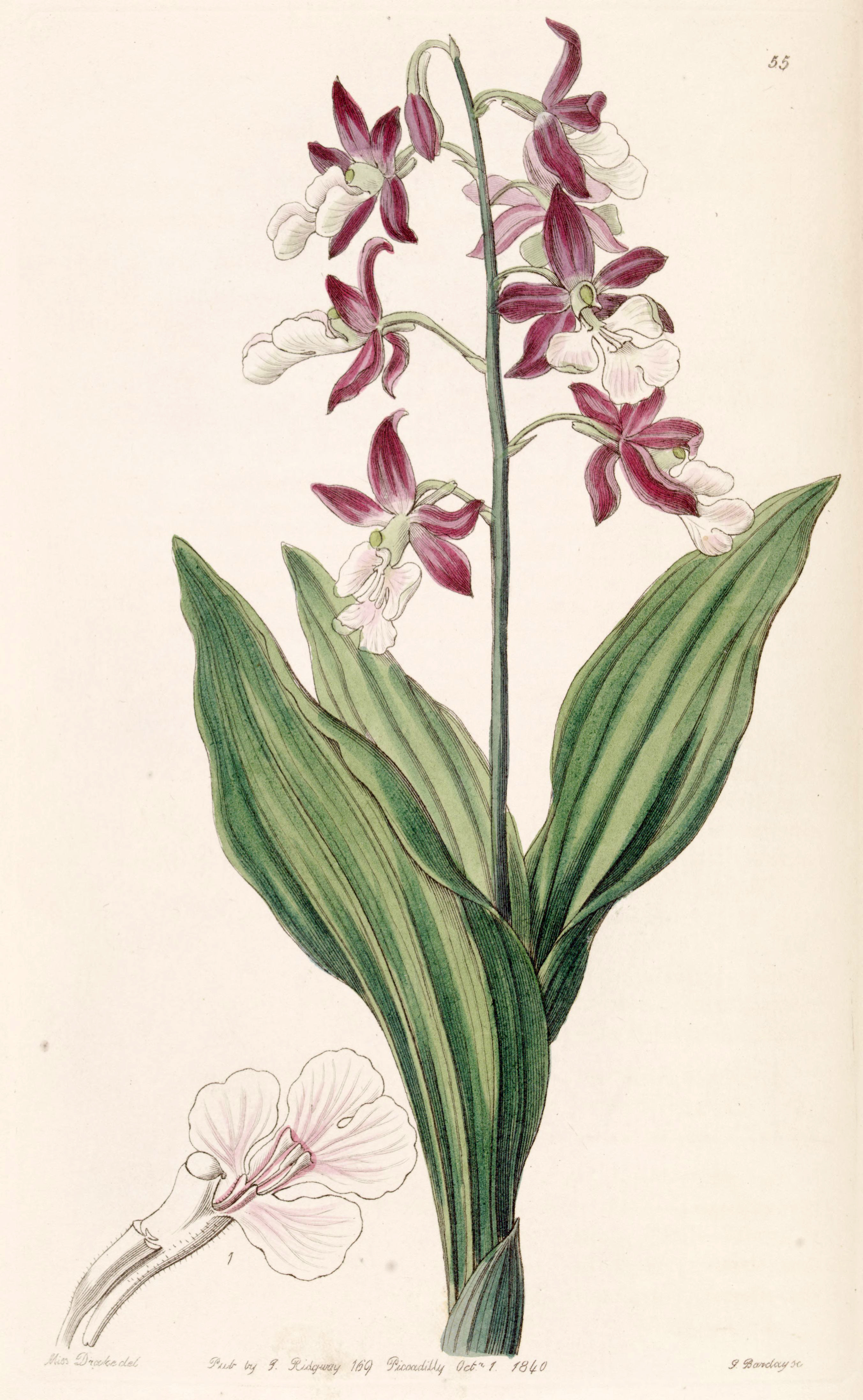